# Scotopteryx appropinquaria
Scotopteryx appropinquaria là một loài bướm đêm trong họ Geometridae.